# Sezon 2019/2020 w hokeju na lodzie
Sezon 2019/2020 w hokeju na lodzie to zestawienie rozgrywek reprezentacyjnych oraz klubowych w tej dyscyplinie sportu. W haśle zostały podane podia zawodów mistrzowskich, ligowych, pucharowych oraz turniejów towarzyskich.

## Rozgrywki reprezentacyjne
| Zawody                                | Miejsce i data                                      | Turniej               | 1 miejsce                                                     | 2 miejsce                                                     | 3 miejsce                                                     | Źródło |
| ------------------------------------- | --------------------------------------------------- | --------------------- | ------------------------------------------------------------- | ------------------------------------------------------------- | ------------------------------------------------------------- | ------ |
| Zimowe Igrzyska Olimpijskie Młodzieży | Lozanna 10 – 22 stycznia 2019                       | Turniej dziewcząt     | Japonia                                                       | Szwecja                                                       | Słowacja                                                      | [ 1 ]  |
| Zimowe Igrzyska Olimpijskie Młodzieży | Lozanna 10 – 22 stycznia 2019                       | Turniej chłopców      | Rosja                                                         | Stany Zjednoczone                                             | Kanada                                                        | [ 2 ]  |
| Zimowe Igrzyska Olimpijskie Młodzieży | Lozanna 10 – 22 stycznia 2019                       | Turniej 3x3 dziewcząt | Drużyna Żółta                                                 | Drużyna Czarna                                                | Drużyna Niebieska                                             | [ 3 ]  |
| Zimowe Igrzyska Olimpijskie Młodzieży | Lozanna 10 – 22 stycznia 2019                       | Turniej 3x3 chłopców  | Drużyna Zielona                                               | Drużyna Czerwona                                              | Drużyna Brązowa                                               | [ 3 ]  |
| Mistrzostwa Świata mężczyzn           | Zurych, Lozanna 8 – 24 maja 2020                    | Elita                 |                                                               |                                                               |                                                               |        |
| Mistrzostwa Świata mężczyzn           | Lublana 27 kwietnia – 3 maja 2020                   | I Dywizja Grupa A     |                                                               |                                                               |                                                               |        |
| Mistrzostwa Świata mężczyzn           | Katowice 27 kwietnia – 3 maja 2020                  | I Dywizja Grupa B     |                                                               |                                                               |                                                               |        |
| Mistrzostwa Świata mężczyzn           | Zagrzeb 19 – 25 kwietnia 2020                       | II Dywizja Grupa A    | Odwołane przez zarząd IIHF                                    | Odwołane przez zarząd IIHF                                    | Odwołane przez zarząd IIHF                                    | [ 4 ]  |
| Mistrzostwa Świata mężczyzn           | Reykjavík 19 – 25 kwietnia 2020                     | II Dywizja Grupa B    | Odwołane przez zarząd IIHF                                    | Odwołane przez zarząd IIHF                                    | Odwołane przez zarząd IIHF                                    | [ 4 ]  |
| Mistrzostwa Świata mężczyzn           | Kockelscheuer 19 – 25 kwietnia 2020                 | III Dywizja Grupa A   | Odwołane przez zarząd IIHF                                    | Odwołane przez zarząd IIHF                                    | Odwołane przez zarząd IIHF                                    | [ 4 ]  |
| Mistrzostwa Świata mężczyzn           | Kapsztad 20 – 23 kwietnia 2020                      | III Dywizja Grupa B   | Odwołane przez zarząd IIHF                                    | Odwołane przez zarząd IIHF                                    | Odwołane przez zarząd IIHF                                    | [ 4 ]  |
| Mistrzostwa Świata mężczyzn           | Biszkek 3 – 5 marca 2020                            | IV Dywizja            | Odwołane przez lokalny rząd z obawy o zarażenie koronawirusem | Odwołane przez lokalny rząd z obawy o zarażenie koronawirusem | Odwołane przez lokalny rząd z obawy o zarażenie koronawirusem | [ 5 ]  |
| Mistrzostwa Świata kobiet             | Halifax, Truro 31 marca – 10 kwietnia 2020          | Elita                 |                                                               |                                                               |                                                               |        |
| Mistrzostwa Świata kobiet             | Angers 12 – 18 kwietnia 2020                        | I Dywizja Grupa A     |                                                               |                                                               |                                                               |        |
| Mistrzostwa Świata kobiet             | Katowice 28 marca – 3 kwietnia 2020                 | I Dywizja Grupa B     | Odwołano z powodu obawy o zarażenie koronawirusem             | Odwołano z powodu obawy o zarażenie koronawirusem             | Odwołano z powodu obawy o zarażenie koronawirusem             | [ 5 ]  |
| Mistrzostwa Świata kobiet             | Jaca 29 marca – 4 kwietnia 2020                     | II Dywizja Grupa A    | Odwołano z powodu obawy o zarażenie koronawirusem             | Odwołano z powodu obawy o zarażenie koronawirusem             | Odwołano z powodu obawy o zarażenie koronawirusem             | [ 5 ]  |
| Mistrzostwa Świata kobiet             | Akureyri 23 – 29 lutego 2020                        | II Dywizja Grupa B    | Australia                                                     | Islandia                                                      | Nowa Zelandia                                                 | [ 6 ]  |
| Mistrzostwa Świata kobiet             | Sofia 4 – 10 grudnia 2019                           | III Dywizja           | Południowa Afryka                                             | Belgia                                                        | Rumunia                                                       | [ 7 ]  |
| Mistrzostwa Świata Juniorów           | Ostrawa, Trzyniec 26 grudnia 2019 – 5 stycznia 2020 | Elita                 | Kanada                                                        | Rosja                                                         | Szwecja                                                       | [ 8 ]  |
| Mistrzostwa Świata Juniorów           | Mińsk 9 – 15 grudnia 2019                           | I Dywizja Grupa A     | Austria                                                       | Łotwa                                                         | Białoruś                                                      | [ 9 ]  |
| Mistrzostwa Świata Juniorów           | Kijów 12 – 18 grudnia 2019                          | I Dywizja Grupa B     | Węgry                                                         | Francja                                                       | Ukraina                                                       | [ 10 ] |
| Mistrzostwa Świata Juniorów           | Wilno 6 – 12 stycznia 2020                          | II Dywizja Grupa A    | Japonia                                                       | Wielka Brytania                                               | Litwa                                                         | [ 11 ] |
| Mistrzostwa Świata Juniorów           | Gangneung 28 stycznia – 3 lutego 2020               | II Dywizja Grupa B    | Korea Południowa                                              | Holandia                                                      | Chiny                                                         | [ 12 ] |
| Mistrzostwa Świata Juniorów           | Sofia 13 – 19 stycznia 2020                         | III Dywizja           | Islandia                                                      | Australia                                                     | Turcja                                                        | [ 13 ] |
| Mistrzostwa Świata Juniorów U-18      | Plymouth, Ann Arbor 16 – 26 kwietnia 2020           | Elita                 |                                                               |                                                               |                                                               |        |
| Mistrzostwa Świata Juniorów U-18      | Nowa Wieś Spiska 13 – 19 kwietnia 2020              | I Dywizja Grupa A     | Odwołano z powodu obawy o zarażenie koronawirusem             | Odwołano z powodu obawy o zarażenie koronawirusem             | Odwołano z powodu obawy o zarażenie koronawirusem             | [ 5 ]  |
| Mistrzostwa Świata Juniorów U-18      | Asiago 12 – 18 kwietnia 2020                        | I Dywizja Grupa B     | Odwołano z powodu obawy o zarażenie koronawirusem             | Odwołano z powodu obawy o zarażenie koronawirusem             | Odwołano z powodu obawy o zarażenie koronawirusem             | [ 5 ]  |
| Mistrzostwa Świata Juniorów U-18      | Tallinn 22 – 28 marca 2020                          | II Dywizja Grupa A    | Odwołano z powodu obawy o zarażenie koronawirusem             | Odwołano z powodu obawy o zarażenie koronawirusem             | Odwołano z powodu obawy o zarażenie koronawirusem             | [ 5 ]  |
| Mistrzostwa Świata Juniorów U-18      | Tiencin 21 – 27 marca 2020                          | II Dywizja Grupa B    | Odwołano z powodu obawy o zarażenie koronawirusem             | Odwołano z powodu obawy o zarażenie koronawirusem             | Odwołano z powodu obawy o zarażenie koronawirusem             | [ 5 ]  |
| Mistrzostwa Świata Juniorów U-18      | Stambuł 16 – 22 marca 2020                          | III Dywizja Grupa A   | Odwołano z powodu obawy o zarażenie koronawirusem             | Odwołano z powodu obawy o zarażenie koronawirusem             | Odwołano z powodu obawy o zarażenie koronawirusem             | [ 5 ]  |
| Mistrzostwa Świata Juniorów U-18      | Kockelscheuer 29 marca – 4 kwietnia 2020            | III Dywizja Grupa B   | Odwołano z powodu obawy o zarażenie koronawirusem             | Odwołano z powodu obawy o zarażenie koronawirusem             | Odwołano z powodu obawy o zarażenie koronawirusem             | [ 5 ]  |
| Mistrzostwa Świata Juniorek           | Bratysława 26 grudnia 2019 – 2 stycznia 2020        | Elita                 | Stany Zjednoczone                                             | Kanada                                                        | Rosja                                                         | [ 14 ] |
| Mistrzostwa Świata Juniorek           | Füssen 3 – 9 stycznia 2020                          | I Dywizja Grupa A     | Niemcy                                                        | Japonia                                                       | Węgry                                                         | [ 15 ] |
| Mistrzostwa Świata Juniorek           | Katowice 2 – 8 stycznia 2020                        | I Dywizja Grupa B     | Norwegia                                                      | Austria                                                       | Chiny                                                         | [ 16 ] |
| Mistrzostwa Świata Juniorek           | Eindhoven 25 – 28 stycznia 2020                     | II Dywizja Grupa A    | Chińskie Tajpej                                               | Holandia                                                      | Australia                                                     | [ 17 ] |
| Mistrzostwa Świata Juniorek           | Meksyk 28 stycznia – 2 lutego 2020                  | II Dywizja Grupa B    | Hiszpania                                                     | Turcja                                                        | Meksyk                                                        | [ 18 ] |
| Azjatycki Puchar Challenge IIHF       | Singapur 27 kwietnia- 1 maja 2020                   | Top Dywizja mężczyzn  |                                                               |                                                               |                                                               |        |
| Azjatycki Puchar Challenge IIHF       | Manila 23-28 lutego 2020                            | Top Dywizja kobiet    | Odwołano z powodu epidemii koronawirusa                       | Odwołano z powodu epidemii koronawirusa                       | Odwołano z powodu epidemii koronawirusa                       | [ 19 ] |
| Azjatycki Puchar Challenge IIHF       | Manila 23-28 lutego 2020                            | I Dywizja             | Odwołano z powodu epidemii koronawirusa                       | Odwołano z powodu epidemii koronawirusa                       | Odwołano z powodu epidemii koronawirusa                       | [ 19 ] |
| Azjatycki Puchar Challenge IIHF       | Bangkok 10-15 lutego 2020                           | Top Dywizja           | Odwołano z powodu epidemii koronawirusa                       | Odwołano z powodu epidemii koronawirusa                       | Odwołano z powodu epidemii koronawirusa                       | [ 19 ] |
| Azjatycki Puchar Challenge IIHF       | Bangkok 10-15 lutego 2020                           | I Dywizja             | Odwołano z powodu epidemii koronawirusa                       | Odwołano z powodu epidemii koronawirusa                       | Odwołano z powodu epidemii koronawirusa                       | [ 19 ] |

### Euro Hockey Tour
| Zawody                                  | Miejsce i data                                                                   | 1 miejsce | 2 miejsce | 3 miejsce | Źródło |
| --------------------------------------- | -------------------------------------------------------------------------------- | --------- | --------- | --------- | ------ |
| Karjala Cup                             | Helsinki (Finlandia) oraz Leksand (Szwecja) 7–10 listopada 2019                  | Czechy    | Finlandia | Rosja     | [ 20 ] |
| Channel One Cup                         | Moskwa (Rosja), Sankt Petersburg (Rosja) oraz Pilzno (Czechy) 12–15 grudnia 2019 | Szwecja   | Rosja     | Finlandia | [ 21 ] |
| Beijer Hockey Games                     | Sztokholm (Szwecja) oraz Helsinki (Finlandia) 6–9 lutego 2020                    | Szwecja   | Czechy    | Finlandia | [ 22 ] |
| Carlson Hockey Games                    | TBD (Czechy) 30 kwietnia–3 maja 2020                                             |           |           |           |        |
| Klasyfikacja generalna Euro Hockey Tour |                                                                                  |           |           |           |        |

### Turnieje towarzyskie
| Zawody                | Miejsce i data                             | 1 miejsce  | 2 miejsce | 3 miejsce        | Źródło |
| --------------------- | ------------------------------------------ | ---------- | --------- | ---------------- | ------ |
| EIHC Estonia          | Tallinn 7 – 10 listopada 2019              | Łotwa      | Ukraina   | Estonia          | [ 23 ] |
| EIHC Norwegia         | Lørenskog 7 – 9 listopada 2019             | Norwegia   | Austria   | Dania            | [ 24 ] |
| EIHC Polska           | Gdańsk 8 – 10 listopada 2019               | Węgry      | Włochy    | Japonia          | [ 25 ] |
| EIHC Węgry            | Budapeszt 11 – 14 grudnia 2019             | Białoruś   | Francja   | Korea Południowa | [ 26 ] |
| Deutschland Cup       | Krefeld 7 – 10 listopada 2019              | Szwajcaria | Niemcy    | Rosja            | [ 27 ] |
| EIHC Austria          | Klagenfurt am Wörthersee 7 – 8 lutego 2020 | Austria    | Dania     | Francja          | [ 28 ] |
| Euro Hockey Challenge | kwiecień – maj 2020                        |            |           |                  |        |

## Rozgrywki klubowe

### Europejskie puchary
| Rozgrywki            | Miejsce i data                      | Triumfator           | Finalista           | Brązowy medalista       | Źródło |
| -------------------- | ----------------------------------- | -------------------- | ------------------- | ----------------------- | ------ |
| Liga Mistrzów        | 29 sierpnia 2019 – 4 lutego 2020    | Frölunda HC          | Mountfield HK       | Djurgårdens IF Luleå HF | [ 29 ] |
| Puchar Kontynentalny | 20 września 2019 – 12 stycznia 2020 | SønderjyskE Ishockey | Nottingham Panthers | HK Nioman Grodno        | [ 30 ] |
| Puchar Wyszehradzki  | 13 sierpnia 2019 – 16 stycznia 2020 | JKH GKS Jastrzębie   | HK Nitra            | GKS Katowice HC Poruba  | [ 31 ] |
| Puchar Spenglera     | 26 – 31 grudnia 2019                | Team Canada          | HC Oceláři Trzyniec | TPS Turku               | [ 32 ] |
| Puchar Tatrzański    | 22-25 sierpnia 2019                 | DVTK Jegesmedvék     | HK Dukla Michalovce | HC Košice               | [ 33 ] |

### Rozgrywki ligowe mężczyzn – pierwszy poziom
W przypadku niejednorodnego składu państwowego rozgrywek podane zostały flagi pochodzenia krajowego drużyn.
| Rozgrywki            | Trofeum         | Data                     | Triumfator        | Finalista              | Źródło |
| -------------------- | --------------- | ------------------------ | ----------------- | ---------------------- | ------ |
| NHL                  | Puchar Stanleya | 02.10.2019 – 06.2020     |                   |                        |        |
| KHL                  | Puchar Gagarina | 01.09.2019 – 20120       |                   |                        |        |
| Wysszaja Liga        | –               | 2019 – 2020              |                   |                        |        |
| Open Liga            | –               | 2019 – 2020              |                   |                        |        |
| Mistrzostwa Ukrainy  | –               | 2019 – 2020              |                   |                        |        |
| Polska Hokej Liga    | –               | 11.09.2019 – 2020        |                   |                        |        |
| Tipsport extraliga   | –               | 2019 – 2020              |                   |                        |        |
| Tipsport extraliga   | –               | 2019 – 2020              |                   |                        |        |
| Meistriliiga         | –               | 2019 – 2020              |                   |                        |        |
| Optibet hokeja līgas | –               | 2019 – 2020              |                   |                        |        |
| Ekstraliga           | –               | 2019 – 2020              |                   |                        |        |
| Liiga                | Kanada-malja    | 2019 – 2020              |                   |                        |        |
| SHL                  | Puchar Le Mata  | 2019 – 2020              |                   |                        |        |
| GET-ligaen           | –               | 2019 – 2020              |                   |                        |        |
| Metal Ligaen         | –               | 2019 – 2020              |                   |                        |        |
| Ekstraklasa          | –               | 2019 – 2020              |                   |                        |        |
| EIHL                 | –               | 2019 – 2020              |                   |                        |        |
| DEL                  | –               | 2019 – 2020              |                   |                        |        |
| EBEL                 | –               | 2019 – 2020              |                   |                        |        |
| NLA                  | –               | 2019 – 2020              |                   |                        |        |
| / BeNe               | –               | 2019 – 2020              |                   |                        |        |
| Ligue Magnus         | Puchar Magnusa  | 2019 – 2020              |                   |                        |        |
| Serie A              | –               | 2019 – 2020              |                   |                        |        |
| Superliga            | –               | 2019 – 2020              |                   |                        |        |
| MOL Liga             | –               | 2019 – 2020              |                   |                        |        |
| Narodowa Liga        | –               | 2019 – 2020              |                   |                        |        |
| Ekstraliga           | –               | 2019 – 2020              |                   |                        |        |
| Ekstraliga           | –               | 2019 – 2020              |                   |                        |        |
| Ekstraliga           | –               | 2019 – 2020              |                   |                        |        |
| Ekstraliga           | –               | 2019 – 2020              |                   |                        |        |
| Superliga            | –               | 02.11.2019 – marzec 2017 |                   |                        |        |
| Ekstraliga           | –               | 2019 – 2020              |                   |                        |        |
| Ekstraliga           | –               | 2019 – 2020              |                   |                        |        |
| Liga Azjatycka       | –               | 31.08.2019 – 2020        |                   |                        |        |
| AIHL                 | –               | 20.04 – 01.09.2019       | Sydney Bears      | Perth Thunder          | [ 34 ] |
| Ekstraliga           | –               | 18.05 – 16.08.2019       | Southern Stampede | West Auckland Admirals | [ 35 ] |

### Rozgrywki ligowe niższe
| Rozgrywki          | Trofeum        | Data                     | Triumfator | Finalista | Źródło |
| ------------------ | -------------- | ------------------------ | ---------- | --------- | ------ |
| I liga polska      | –              | 07.09.2019 – marzec 2020 |            |           |        |
| II liga polska     | –              | 2019 – 2020              |            |           |        |
| AHL                | Puchar Caldera | 04.10.2019 – 2020        |            |           |        |
| WHL                | Puchar Bratina | 05.09.2019 – 2017        |            |           |        |
| National League B  | –              | 13.09.2019 – 2020        |            |           |        |
| Allsvenskan        | –              | 14.09.2019 – 2020        |            |           |        |
| Mestis             | –              | 27.09.2019 – 2020        |            |           |        |
| 1. liga czeska     | –              | 11.09.2019 – 2020        |            |           |        |
| 1. liga słowacka   | –              | 2019 – 2020              |            |           |        |
| DEL2               | –              | 13.09.2019 – 04.2020     |            |           |        |
| Alps Hockey League | –              | 2019 – 2020              |            |           |        |